# Order 270
Order No. 270 van het opperbevel van de USSR (Russisch: Приказ № 270 Ставки Верховного Главнокомандования СССР) werd op 16 augustus 1941 door Jozef Stalin ingevoerd.
De reden voor het invoeren van deze order was het enorme succes van de Duitse blitzkrieg (Operatie Barbarossa). Het order hield in dat soldaten van de Sovjet-Unie zich niet mochten overgeven. Als dit toch gebeurde werden ze als vijanden van de staat beschouwd. Soldaten die gepakt werden, werden geëxecuteerd (vaak direct op het moment van aanhouding).
Een jaar later is er een soortgelijke order ingevoerd (order 227) waarbij soldaten zich op geen beding mochten terugtrekken. En als ze dit dan toch deden werden ze ook geëxecuteerd.
Stalins zoon Jakov Dzjoegasjvili werd krijgsgevangen genomen door de Duitsers. Toen Stalin hiervan hoorde zei hij: "Ik heb geen zoon, Jakov." Jakov kwam om het leven toen hij probeerde te ontsnappen of zelfmoord pleegde.
Het order hield in dat:
1. Dat commandanten en politieke officieren, die tijdens gevechten deserteren of zich overgeven aan de vijand, worden beschouwd als kwaadwillende deserteurs wiens families worden gearresteerd wegens schending van een eed en verraad van hun vaderland.
2. Alle hogere commandanten en commissarissen zijn verplicht om ter plaatse dergelijke deserteurs uit het commandopersoneel neer te schieten.
3. Dat omsingelde eenheden tot het laatste te vechten, om materiaal te beschermen als hun oogappel, om door te breken in de achterkant van vijandelijke troepen en de fascistische honden te verslaan.
4. Dat elke soldaat verplicht is, ongeacht zijn of haar positie, te eisen dat hun superieuren, als een deel van hun eenheid is omsingeld, tot het einde vechten. Als een superieur of een eenheid van het Rode Leger - in plaats een verzet organiseren tegen de vijand – de voorkeur heeft om een gevangene te worden, moeten ze met alle mogelijke middelen vernietigd worden.
5. Divisiecommandanten en -commissarissen zijn verplicht om onmiddellijk uit hun post te vertrekken, die zich tijdens de strijd verbergen en degenen die bang zijn een gevecht op het slagveld te leiden; om hun posities als bedriegers te verminderen, om te worden gedegradeerd tot de gelederen, en indien nodig om ze ter plekke neer te schieten, zodat we dappere en moedige mensen naar hun welverdiende plaats kunnen brengen.

## Tekst
Niet alleen onze vrienden, maar ook onze vijanden worden gedwongen te erkennen dat in onze bevrijdingsoorlog tegen de Duits-fascistische indringers. Elementen van het Rode Leger, de overgrote meerderheid van hen; hun commandanten en commissarissen zich met goed, moedig, en soms ronduit heroïsch gedragen. Zelfs die delen van ons leger die door omstandigheden zijn losgekoppeld en omsingeld, de geest van verzet en moed behouden, zich niet overgeven en de vijand meer schade te brengen en de omsingeling te verlaten. Het is bekend dat zulke delen van ons leger de vijand blijven aanvallen en elke gelegenheid aangrijpen om de vijand te verslaan en uit hun omsingeling te breken.
Plaatsvervangend commandant van het westelijk front, luitenant-generaal Boldin, terwijl hij in het 10e leger bij Bialystok zat en omringd was door Duits-fascistische troepen, organiseerde diep in vijandelijke territorium, die voor 45 dagen vochten en een weg maakte naar de belangrijkste bataljons van het Westelijk Front. Ze vernietigden het hoofdkwartier van twee Duitse regimenten, 26 tanks, 1.049 passagiersvoertuigen, transportvoertuigen en personeelsauto's, 147 motorfietsen, vijf artilleriebatterijen, vier mortieren, 15 machinegeweren, acht machinegeweren, één vliegtuig op de luchthaven en een bommenarsenaal.
Meer dan duizend Duitse soldaten en officieren kwamen om. Op 11 augustus trof luitenant-generaal Boldin de Duitsers van achteren, brak door het Duitse front, verenigde met onze troepen, en leidde hen uit de omsingeling met 1.654 soldaten en officieren van het Rode Leger, waaronder er 103 gewonden waren.
De commissaris van het 8e Gemechaniseerde Korps, brigadecommissaris Popiel en de commandant van het 406e Geweerregiment, kolonel Novikov, hebben met 1.778 soldaten uit omsingeling gevochten. Tijdens een bitter gevecht met de Duitsers legde de Novikov-Popel-groep 650 kilometer af, waarbij de vijand enorme verliezen veroorzaakte.
De commandant van het 3e leger, luitenant-generaal Kuznetsov en lid van de Militaire Raad, legercommissaris 2e rang Birjoekov vocht uit de omsingeling met 498 soldaten en officieren van het 3e leger, en leidde uit de omsingeling de 108e en 64e infanteriedivisies.
Al deze en vele andere soortgelijke feiten tonen de kracht van onze troepen aan; het hoge moraal van onze soldaten, commandanten en commissarissen.
Maar we kunnen niet verbergen dat er recent enkele schandelijke daden van overgave hebben plaatsgevonden. Bepaalde generaals zijn een slecht voorbeeld voor onze troepen geweest.
De commandant van het 28e leger, luitenant-generaal Katchalov die - samen met zijn troepen op het hoofdkwartier - omsingeld was, toonde lafheid en gaf zich over aan de Duitse fascisten. Het hoofdkwartier van Katchalov kwam echter uit de omsingeling, een kleine groep uit de omsingeling van de groep van Katchalov. Luitenant-generaal Katchalov koos ervoor zich over te geven - koos ervoor om over te lopen naar de vijand.
Luitenant-generaal Ponedelin en de commandant van het 12e leger werden omsingeld door de vijand maar hadden ruimschoots de gelegenheid om er doorheen te komen, net als de meerderheid van zijn leger. Maar Ponedelin toonde dit niet door zijn wil, hij was in paniek, bang en gaf zich over aan de vijand, deserteerde naar de vijand, en beging zo de misdaad tegen het land van het breken van een militaire eed.
De commandant van het 13e Geweerkorps, generaal-majoor Kirillov, werd omsingeld door Duits-fascistische troepen en, in plaats van zijn plicht te vervolledigen voor de Sovjet-Unie, werd hem toevertrouwd om hardnekkig verzet tegen de vijand te organiseren en te vluchten uit de omsingeling. Hij gaf zich over aan de vijand. Als gevolg hiervan werd het 13th Geweerkorps gebroken, en sommigen van hen gaven zich zonder serieuze weerstand over.
In alle bovenstaande situaties toonden sommige militaire raadsleden, commandanten, politieke arbeiders, speciale sectieleden, die aanwezig waren in de omsingeling, een onaanvaardbare afleiding, beschamende lafheid en probeerden ze niet eens gemotiveerd te raken om Katchalov, Ponedelin, Kirillov en anderen te voorkomen zich overgeven aan de vijand.
Deze schandelijke feiten van overgave aan onze gezworen vijand getuigen dat er onstabiele, laffe elementen zijn in de rangen van het Rode Leger, dat onwankelbaar en onzelfzuchtig zijn Sovjetmoederland verdedigt tegen de gemene indringers. En deze laffe elementen bevinden zich niet alleen onder het Rode Leger, maar ook onder de bevelvoerende staf. Zoals u weet, hebben sommige commandanten en politieke arbeiders door hun gedrag, niet alleen aan het front van het Rode Leger, geen steekproef van moed, kracht en liefde voor het land getoond, en verstoppen zich enkel in spleten van drukke kantoren, zij die niet zien en het slagveld niet observeren. Als ze bij de eerste serieuze uitdaging om te vechten tegen de vijand tegenkomen terugdeinzen, scheur dan zijn insigne af, want zij zijn een deserteur van het slagveld.
Kunnen we het verdragen dat in het Rode Leger lafaards en deserteurs die zich als gevangenen aan de vijand overgeven of hun ondeugende superieuren, die bij de eerste hapering de voorkant van hun insignias afscheuren en achteraf deserteren? Nee dat kunnen we niet! Als we deze lafaards en deserteurs loslaten, zullen ze in zeer korte tijd ons land vernietigen. Lafaards en deserteurs moeten worden vernietigd.
Kunnen we ervan uitgaan dat bataljonscommandanten en commandanten van regimenten, die zich tijdens gevechten in spleten verbergen, het slagveld niet zien en geen vooruitgang boeken op het slagveld, goede commandanten zijn? Nee dat kunnen we niet! Dit zijn geen commandanten van regimenten en bataljons, het zijn bedriegers.

Als dergelijke bedriegers worden losgelaten, veranderen ze ons leger al snel in een enorme bureaucratie. Deze bedriegers moeten onmiddellijk uit hun ambt worden ontslagen, in functie worden teruggebracht tot de gewone rang, overgebracht en indien nodig ter plaatse worden neergeschoten, voordat ze in hun plaats dappere en moedige mensen benoemen uit de rijen van ondergeschikt commandopersoneel of soldaten.
IK BEVEEL:

- Dat commandanten en politieke officieren, die tijdens gevechten hun insignias afscheuren en naar achteren deserteren of zich overgeven aan de vijand, worden beschouwd als kwaadwillende deserteurs wiens families worden gearresteerd wegens schending van een eed en verraad van hun vaderland.
- Alle hogere commandanten en commissarissen zijn verplicht om ter plaatse dergelijke deserteurs uit het commandopersoneel neer te schieten.
- Dat omsingelde eenheden en formaties tot het laatste te vechten, om materiaal te beschermen als hun oogappel, om door te breken in de achterkant van vijandelijke troepen en de fascistische honden te verslaan.
- Dat elke soldaat verplicht is, ongeacht zijn of haar positie, te eisen dat hun superieuren, als een deel van hun eenheid is omsingeld, tot het einde vechten, door te breken. Als een superieur of een eenheid van het Rode Leger - in plaats een verzet organiseren tegen de vijand – de voorkeur heeft om een gevangene te worden, moeten ze met alle mogelijke middelen, door land of lucht, vernietigd worden en hun families geen openbare voordelen of hulp meer geven.
- Divisiecommandanten en -commissarissen zijn verplicht om onmiddellijk uit hun post te vertrekken, die zich tijdens de strijd in spleten verbergen en degenen die bang zijn een gevecht op het slagveld te leiden; om hun posities als bedriegers te verminderen, om te worden gedegradeerd tot de gelederen, en indien nodig om ze ter plekke neer te schieten, zodat we dappere en moedige mensen naar hun welverdiende plaats kunnen brengen, uit het junior commandopersoneel of degenen onder de gelederen van het Rode Leger die excelleerde.

Dit bevel is te lezen voor alle compagnieën, eskadrons, batterijen, teams en personeelsleden.
Voorzitter van het opperbevel, het Rode leger
Voorzitter van het Staatsverdedigingscomité J.STALIN
Vice-voorzitter van het Staatsverdedigingscomité V.MOLOTOV
Maarschalk S. BOEDJONNY
Maarschalk S. TIMOSJENKO
Maarschalk B. SJAPOJNIKOV
Generaal van het leger G. ZJOEKOV